# Margaret Amoakohene
Margaret Ivy Amoakohene (sinh ngày 17 tháng 7 năm 1960) là một nhà ngoại giao và nhà nghiên cứu học thuật người Ghana. Cô đã phục vụ trong các lĩnh vực quản trị và học thuật khác nhau. Bà là Cao ủy Ghana của Canada trong chính quyền John Agyekum Kufour. Cô là giảng viên cao cấp và giám đốc diễn xuất của Trường Nghiên cứu Truyền thông tại Đại học Ghana, Legon. Cô ấy hiện đang là một thành viên của Hội đồng Nhà nước.

## Tuổi thơ và giáo dục
Margaret Ivy Amoakohene sinh ngày 17 tháng 7 năm 1960 tại Wenchi, thuộc vùng Brong Ahafo. Cô là người gốc Nsawkaw, thủ phủ của quận Tain ở vùng Brong Ahafo. Cô đã có được chứng chỉ cấp độ GCE của mình từ trường trung học St. Francis ở Jirapa, ở khu vực phía Tây của Ghana từ năm 1974 đến 1979. Sau đó, Amoakohene học trường trung học St. Louis ở Kumasi để lấy chứng chỉ cấp độ GCE Advanced. Năm 1981, cô đăng ký vào Đại học Ghana và tốt nghiệp với bằng Cử nhân Nghệ thuật bằng tiếng Pháp và tiếng Tây Ban Nha. Amoakohene có bằng giáo dục sau đại học tại Đại học Ghana, nơi cô tốt nghiệp bằng Thạc sĩ Triết học và Bằng sau đại học về Nghiên cứu Truyền thông. Sau đó, Amoakohene có bằng Tiến sĩ Triết học về truyền thông đại chúng từ Đại học Leicester ở Anh.

## Nghề nghiệp
Từ năm 1992, Amoakohene đã tham gia giảng dạy sinh viên về các khía cạnh khác nhau của quan hệ công chúng, phương pháp nghiên cứu định tính và truyền thông đại chúng tại Đại học Ghana. Cô đã tích cực tham gia vào một số khía cạnh của đời sống học thuật và quốc gia, bao gồm quá trình làm việc trong các ủy ban của Ủy ban truyền thông quốc gia, Thông tấn xã Ghana, Tổng công ty phát thanh truyền hình Ghana, và Viện phim và truyền hình quốc gia. Viện Quan hệ công chúng Ghana đã đưa Amoakohene trở thành một thư ký danh dự, và phó chủ tịch công nhận vai trò quan trọng mà cô đã đóng trong sự tiến bộ của quan hệ công chúng ở Ghana. Năm 2010, cô được bổ nhiệm làm giám đốc của Trường Nghiên cứu Truyền thông tại Đại học Ghana.